# Минеро Фернандес, Абрам
Абрахам Минеро Фернандес (исп. Abraham Minero Fernández; 22 февраля 1986, Гранольерс, Каталония) — испанский футболист, защитник.

## Карьера
В течение 7 лет играл в различных каталонских командах низших дивизионов, но в 2010 году был замечен Луисом Экрике и приглашен в «Барселону Б» в качестве свободного агента. Там он отыграл один сезон, а затем перешёл в «Сарагосу», с которой подписал контракт до 2014 года. Сумма сделки составила 700 тысяч евро.
В дебютном сезоне Ла Лиги сыграл 22 матча и забил один гол в матче с «Вильярреалом», где команда выиграла 2-1.